# میوچوال
میوچوال (به انگلیسی: Mutual Film) نام یکی از نخستین کمپانی‌های فیلمسازی ایالات متحده است. اولین آثار چارلی چاپلین در این کمپانی ساخته شده‌ است. این شرکت در طول حیات خود ۴۴۰۷ فیلم، توزیع و ۴۹ فیلم را تولید کرد.